# Ley portuguesa de separación del Estado de las Iglesias de 1911

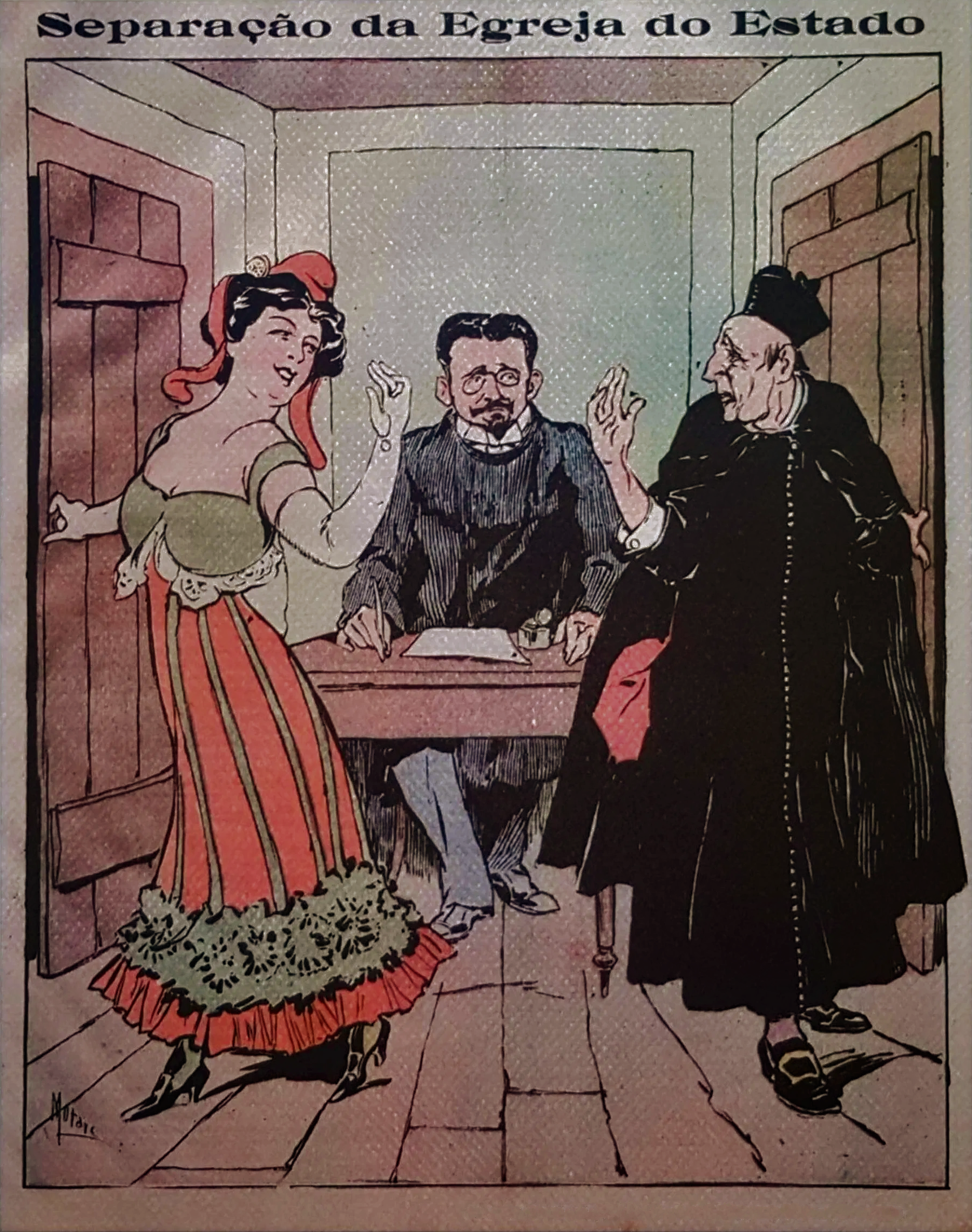
"La separación de la Iglesia del Estado", O Século, 8 de diciembre de 1910

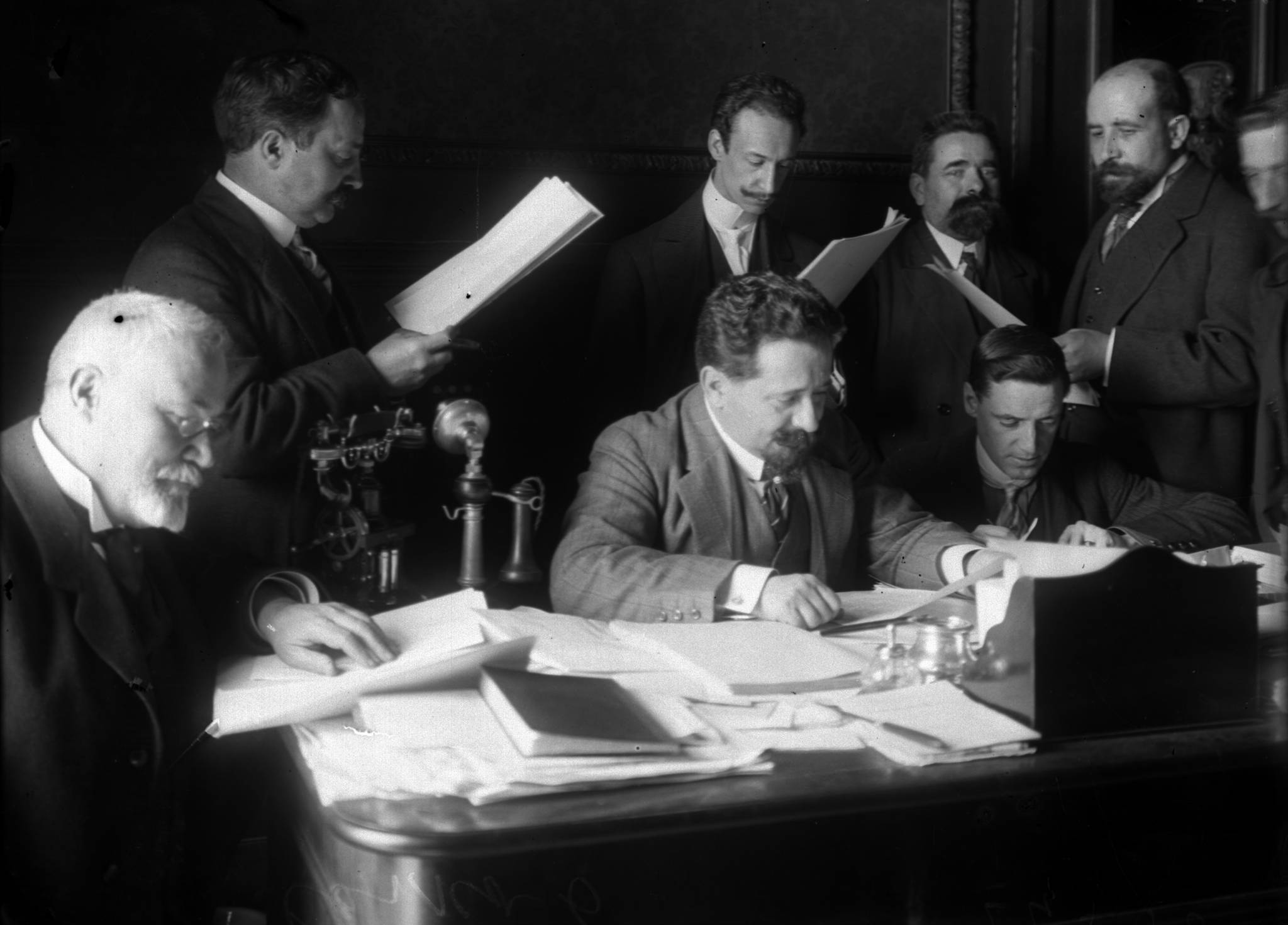
Afonso Costa firma la Ley de la Separación del Estado de las Iglesias, el 20 de abril de 1911.

La ley de separación del Estado y las Iglesias (en portugués: Lei da Separação do Estado das Igrejas) fue aprobada por el Gobierno Provisional de la Primera República Portuguesa, mediante un decreto con fuerza de ley el 20 de abril de 1911 y publicada en el Diario del Gobierno de 21 del mismo mes.
Los bienes de la Iglesia Católica son nacionalizados y las actividades de culto, aún en el interior de los templos pasan a ser fiscalizadas. Como respuesta, la Santa Sede rompe las relaciones diplomáticas con Portugal.

## Contexto político
El 5 de octubre de 1910 la monarquía portuguesa fue derrocada y se proclamó la Primera República. El Gobierno provisional quedó presidido por Teófilo Braga, siendo ministro de Justicia y Cultos Alfonso Costa, principal impulsor de la medidas contra la Iglesia que la república comenzó a adoptar desde el primer momento.
El 8 de octubre se restauraba la legislación del Marqués de Pombal que en 1759 expulsó a los Jesuitas de Portugal; el 18 se prohíbe el juramento religioso en los actos civiles; el 21 se suspende el ejercicio del obispo de Beja; el 23 se suprime la Facultad de Teología;  el 31 de diciembre se prohíbe el uso de hábito talar a los sacerdotes.
Ante esta situación los obispos portugueses reunidos en San Vicente de Lisboa, acordaron redactar una Pastoral Colectiva sobre la política religiosa del gobierno provisional, fechada el 24 de diciembre, fue distribuida para su lectura en las parroquias el 26 de febrero de 2011; las autoridades administrativas trataron de impedir su lectura, y en algún caso lo lograron. Como consecuencia de este incidente Alfonso Costa hizo venir a Lisboa al obispo de Oporto, procediendo a su destitución y destierro.

## Aprobación y aplicación de la ley
El 20 de abril de 1911, el Gobierno Provisional dicta mediante un decreto la Lei da Separaçao do Estado das Igrejas (ley de separación del Estado y las Iglesias). En ese momento aún no se habían celebrado las elecciones para la Asamblea Constituyente que tuvieron lugar el 28 de mayo de 1911. El papa Pío X, el 24 de mayo de 1911,  publicó  la encíclica Iamdudum, en la que solemnemente reprobaba, condenaba y rechazaba la ley. 
El episcopado portugués el 5 de diciembre de 2011 resumía quejas anteriores dirigiéndose al Presidente de la República: "La Iglesia, por nuestra voz, reivindica el derecho a que sea respetada su constitución y jerarquía propia". El 14 de enero de 1912, la masonería presentaba a Augusto de Vasconcelos (en ese momento presidente del Ministerio) la supresión de la representación diplomática de Portugal en el Vaticano.
En cualquier caso el decretó del 20 de abril mantuvo su vigencia, aunque su promulgación por la Asamblea no se produjo hasta 1914.

## Estructura y forma de la ley
La Ley se extiende a lo largo de 196 artículos, que se distribuyen en  cinco capítulos: el primero (arts. 1 al 15) recibe por título "De la libertad de conciencia y de cultos"; el 2º (arts. 16- 42), "De las corporaciones o entidades encargadas del culto", el 3º (arts. 43-61) "De la fiscalización del culto público"; el 4º (arts. 62-88), "De la propiedad y gravámenes de los edificios"; el 5º (arts. 89-117), "Del destino de los edificios y bienes"; y el 6º (arts. 118-155), "De las pensiones a los ministros de religión católica". 7º (arts. 156-196), "Disposiciones generales y transitorias".
Se trata, como muestra su extensión, de una ley especialmente prolija. La ley francesa de separación del Estado y las Iglesias, de 1905, en la que indudablemente se inspira la ley portuguesa tenía una extensión considerablemente menor (cuarenta y cuatro artículos); no extraña por tanto que la ley portuguesa llegue a determinar cuestiones como el toque de las campanas, la regulación de la enseñanza en los seminarios, la prohibición de los actos de culto para los ministros de la religión no portugueses..

## Contenido de la ley
Capítulo 1º. Los criterios fundamentales que desarrolla la ley quedan expuesto en el primer capítulo; así se reconoce la libertad de conciencia para los portugueses y extranjeros (art. 1), se declara que la religión católica deja de ser la religión del Estado (art. 2º); nadie poder ser perseguido por motivos de religión (art. 3); la república no reconoce, sostiene, ni subsidia culto alguno (art. 4); quedan eliminadas las "côngruas" (contribución de los parroquianos para sostener económicamente a su párroco) y otras imposiciones eclesiásticas que debían abonar los fieles (art. 5). Además, para garantizar esas libertades se decreta la condena en pena de prisión correccional de todos los que, por actos de violencia, perturben o intenten impedir el ejercicio legítimo del culto de cualquier religión (art. 11).
Capítulo 2º. Pasa enseguida la ley a regular las corporaciones "cultuales" que debían encargarse de la organización del culto. La contribución de los fieles para los gastos generales del culto solo se pueden realizar a través de las corporaciones, exclusivamente portuguesas, de asistencia o beneficencia que existan actualmente en la correspondiente circunscripción; o bien si no existen en otras que se formen con autorización del Ministerio de Justicia (art. 17). La ley concreta la fecha (el siguiente 1 de julio), en que debe comunicarse al administrador del concejo o barrio (para que lo comunique al Ministerio de Justicia), qué corporación se hará cargo del culto (art. 20); la relaciones de estas corporaciones con indicación de la parroquia se publicará en el "Diario do Governo" (art. 22); en el resto del 2º capítulo de la ley se regula minuciosamente las funciones de estas corporaciones y las cuentas que ha de comunicar a la autoridad administrativa (art. 25), la prohibición de coordinarse con las corporaciones encargadas de otras parroquias (art. 25); de incluir en la corporación ministros de la religión de que se trate, o personas que hayan pertenecido a una congregación religiosa (art. 40). 
Los edificios que se construyan para el culto, no podrán ser alienados ni hipotecados de ningún modo sin consentimiento del Ministerio de Justicia (art. 30); la misma condición se aplica a los edificios que actualmente se dedican al culto o están en fase de construcción, en el caso de que no pertenezcan al Estado (art. 31). Las corporaciones encargadas del culto deberán destinar al menos un tercio de lo que recauden a actos de asistencia o beneficencia, entregando esa cantidad a entidades competentes de acuerdo con la legislación en vigor. En este mismo 2º capítulo la ley establece los casos en que incumplimiento por parte una corporación de las obligaciones previstas en la ley da lugar a su extinción (art. 39).
Capítulo 3º. En este capítulo  dedicado a la fiscalización del culto público, se prohíbe realizar reuniones políticas en los lugares habitualmente destinados al culto de cualquier religión (art. 50). Las ceremonias, procesiones y otras manifestaciones exteriores del culto exigen la autorización de las autoridades, y solo se concederán en aquellos casos en que esos actos  constituyan una costumbre inveterada de los ciudadanos de la respectiva circunscripción (art. 57); así mismo los toques de las campanas serán regulados por la autoridad administrativa municipal de acuerdo con los usos y costumbres de cada localidad (art. 59).
Capítulo 4º. En él  la ley trata de la propiedad de los edificios y bienes. El primer artículo de este capítulo, supone una atribución genérica al Estado:

Todas as catedraes, igrejas e capellas, bena immobiliarios e mobiliarios, que teem sido ou se destinavam a ser applicados ao culto publico da religiao catholica e á austentacao dos ministroa d'easa religilo e de outroa funccionarios, empregadoa e serveutuarioa d'ella, incluindo as respectiva bemfeitorias e até os edilicios novos que substituiram oa antigos, sao decl.rados, salvo o caso de propriedade bem determinada de uma pessoa particular ou de uma corporacao con individualidade juridica, pertenca e propriedade do Estado e dos corpos adminiatrati vos, e devem ser, como taes, arrolados e inventariados, mas sem necessidade de avaliacao nem de imposicao de sellos, entregando-se os mobiliarios de válor, cujo extravío se receiar, provisoriamente á guarda das juntas de parochia ou remettendo-se para os depositos publicos ou para os museus
Todas las catedrales, iglesias y capillas, bienes inmuebles y muebles, que han sido o están destinados al culto público de la religión católica y a la sostenibilidad de los ministros de religión y otros funcionarios, empleados y servidores, incluidas las respectivas mejoras e incluso los nuevos edificios que reemplazados los antiguos, se declaran, excepto en el caso de propiedad bien determinada de una persona en particular o una corporación con individualidad legal, pertenece y propiedad del Estado y los órganos administrativos y deberían, como cuentos, ser listados e inventariados, pero sin la necesidad de evaluación o imposición de vendedores, entregándose los mobiliarios de valor, de cuya pérdida se recele, provisionalmente a cargo de las juntas parroquiales o remitiéndose a depósitos públicos o para museos.
Art, 62 de la Lei da Separação do Estado das Igrejas

Capítulo 5º, Como una consecuencia de esta disposición que, en la práctica, despoja a la Iglesia de todas sus propiedades,  la ley prevé que esos edificios que han servido al ejercicio público del culto católico así como los objetos mobiliarios que las equipan, en la medida en que sea estrictamente necesario, serán cedidas gratuitamente y en precario, por el Estado o el cuerpo administrativo local, a la corporación encargada del culto (art. 89).
El art. 90 determina los motivos por los que esa cesión puede finalizar, y, entre ellas, si así lo determina una ley por superior motivo de interés público; también si cesa el culto durante más de un año. si la corporación que recibió la cesión se extingue por incumplir sus obligaciones con el Estado. (art. 93).
Capítulo 6º, Se trata del capítulo más extenso de la ley (40 artículos); en el que se regula de modo minucioso, las pensiones que serán abonadas por parte del Estado a los ministros de la religión católica que en el momento de la proclamación de la República ejercían funciones eclesiásticas que dependían del Estado; esto se aplicará a los ministros portugueses y ordenados en Portugal (art. 113). El art. 117 asegura esa misma pensión a los ministros católicos que en el momento de la proclamación de la república estuviesen "injustamente" suspendidos en sus funciones. En caso de muerte del ministro al que se le ha asignado una pensión, esta .-en determinada proporción según los casos- se aplicará a su familia, concretando esa proporción según se trate de sus padres, de su viuda o de hijos (art. 152).
Capítulo 7º. Incluye unas disposiciones generales y transitorias, que regulan cuestiones muy diversas. Así, limita la parte (1/18) que un testamento puede destinar a sufragios, que además no pueden extenderse por más de 30 años (art. 157); estos sufragios solo podrán cumplirse en por ciudadanos portugueses y en el territorio de la República (art. 161). Se castigará con penas de desobediencia el ciudadano portugués que ejerza, o trate de ejercer, funciones de un ministro católico si solamente esta graduado o doctorado en una universidad pontificia (art. 177); así mismo será castigado cualquier ministro extranjero o naturalizado portugués que tome parte principal o accesoria en actos de culto público de cualquier religión. Se prohíbe publicar en los templos cualquier pastoral o bula, sin autorización previa del Ministerio de Justicia (art. 181). El gobierno hará verificar, por profesores de enseñanza superior o secundaria el funcionamiento interno de los seminarios, su régimen escolar, las pruebas académicas, etc. (art. 187).